# Torymus mandrakensis
Torymus mandrakensis är en stekelart som först beskrevs av Jean Risbec 1956.  Torymus mandrakensis ingår i släktet Torymus och familjen gallglanssteklar. Inga underarter finns listade i Catalogue of Life.